# الريف والمدينة (كتاب)
الريف والمدينة The Country and the City- هو كتاب تحليل ثقافي من تأليف ريموند ويليامز نُشر لأول مرة في عام 1973.

## الأصل
اكتشف ريموند ويليامز، القادم من الحدود الويلزية، من قرية تقع في الجبال السوداء، أن صور الحياة الريفية التي يتم تدريسها في جامعة كامبريدج لا تتطابق مع ما رآه. بصفته أكاديميًا في كامبريدج، حيث قام بدراسة وفحص التناقض، جنبًا إلى جنب مع الفكرة المتناقضة للمدينة، التي لم تكن في المملكة المتحدة منفصلة عن الريف أبدًا. كانت الحياة الريفية دون المدن موجودة في أجزاء أخرى من العالم، ولكن ليس لفترة طويلة جدًا في بريطانيا. وهذل ما تضمنة الفصل الاول من الكتاب ويتناول الفصل الثاني، مشكلة المنظور، فكرة أن الحياة الريفية المستمرة القديمة قد انتهت مؤخرًا. يتذكر المؤلفون عمومًا هذا النظام الخالد الموجود في طفولتهم. لكن انظر إلى الكتّاب منذ طفولتهم، فستجدهم يعتبرون أن النظام الخالد قد اختفى بالفعل، إذ لا يزال موجودًا في طفولة الكاتب الأكبر سنًا. ويقدم سلسلة من الأمثلة، تعود إلى أعمال ويليام لانجلاند بيرس بلومان والبابا إنوسنت الثالث في القرنين الرابع عشر والثاني عشر، على التوالي، لكنه يقترح أنه يمكن للمرء أن يستمر في القيام بذلك طوال طريق العودة . هذا "السلم المتحرك"، كما يسميه، لا يساعد في تفسير رواية أكبر عن الرعي، بل يسمح له باستخدام "تحليل دقيق لكل نوع من استرجاع الماضي، كما هو". (ص 12) يتم أيضًا فحص الحياة الحضرية - انظر على وجه الخصوص الفصل 19، مدن الظلام والنور.

## مناقشة
في كتابه الريف والمدينة، يحلل ريموند ويليامز صور الريف والمدينة في الأدب الإنجليزي منذ القرن السادس عشر، وكيف أصبحت هذه الصور رموزًا مركزية لتصور التغيرات الاجتماعية والاقتصادية المرتبطة بالتطور الرأسمالي في إنجلترا. يفضح ويليامز فكرة الحياة الريفية على أنها بسيطة وطبيعية ونقية، مما يترك صورة للارياف على أنها العصر الذهبي. هذه، بحسب ويليامز، "أسطورة تعمل كذاكرة" تخفي الصراع الطبقي والعداء والعداء الموجود في البلاد منذ القرن السادس عشر. يوضح ويليامز كيف تم تضمين هذه الصور في كتابات الشعراء والروائيين وكتاب المقالات الإنجليز. لم يقم هؤلاء الكتاب بإعادة إنتاج الانقسام بين الريف والحضر فحسب، بل عملت أعمالهم أيضًا على تبرير النظام الاجتماعي القائم. ومن ناحية أخرى، تم تصوير المدينة في الروايات الإنجليزية كرمز للإنتاج الرأسمالي والعمل والمسكن والاستغلال، حيث يُنظر إليها على أنها "المرآة المظلمة" للبلاد. كانت البلاد تمثل Eden بينما أصبحت المدينة مركز الحداثة، ومكانًا مثاليًا للوحدة وفقدان الرومانسية. في روايات تشارلز ديكنز وتوماس هاردي، يبدو أن هناك شعورًا بالخسارة، وفي الوقت نفسه إحساسًا بالانسجام بين النفوس المنعزلة والمعزولة.
بالنسبة لوليامز، “إن التناقض بين الريف والمدينة هو أحد الأشكال الرئيسية التي ندرك من خلالها جزءًا مركزيًا من تجربتنا وأزمات مجتمعنا” (ص 289). ما هي أنواع الخبرة التي يبدو أن الأفكار تفسرها، ولماذا تحدث أو تتكرر أشكال معينة في هذه الفترة أو في تلك؟ للإجابة على هذه الأسئلة، يقول ويليامز: “نحن بحاجة إلى تتبع الأشكال المختلفة للأفكار، تاريخيًا ونقديًا” (ص 290). هذا المنظور التاريخي هو الذي يجعل عمل ويليامز مهمًا بشكل أساسي لأنه يرفض تفسيرًا ثنائيًا بسيطًا للمدينة باعتبارها مدينة شريرة تبحث عن السلام والوئام في الريف. وبدلاً من ذلك، يرى ويليامز أن البلاد مرتبطة ارتباطًا وثيقًا بالمدينة. في بحثه عن الشكل التاريخي المعيش، يميز ويليامز بين فئتين من أشهر فئاته: "المجتمعات القابلة للمعرفة" و"بنية الشعور". على مر القرون، يصف ويليامز البنية السائدة للمشاعر - آثار التجربة الحياتية لمجتمع متميز عن التنظيم المؤسسي والأيديولوجي للمجتمع - في أعمال الشعراء والروائيين. وفي السياق نفسه، يرى ويليامز أن معظم الروايات هي “مجتمعات معروفة” بمعنى أن “الروائي يعرض إظهار الناس وعلاقاتهم بطرق يمكن معرفتها وقابلة للتواصل بشكل أساسي” (ص 163). باختصار، قال ويليامز على وجه الخصوص: “لقد كان دائمًا استفسارًا محدودًا: الريف والمدينة ضمن تقليد واحد. لكنها أوصلتني إلى النقطة التي يمكنني فيها تقديم معانيها ودلالاتها وارتباطاتها للآخرين: للمناقشة والتعديل؛ لأنواع كثيرة من العمل التعاوني الممكن؛ ولكن قبل كل شيء من أجل التركيز على – الإحساس بالتجربة وطرق تغييرها – في العديد من البلدان والمدن التي نعيش فيها “(ص 306).